# 東映アニメーションミュージアム

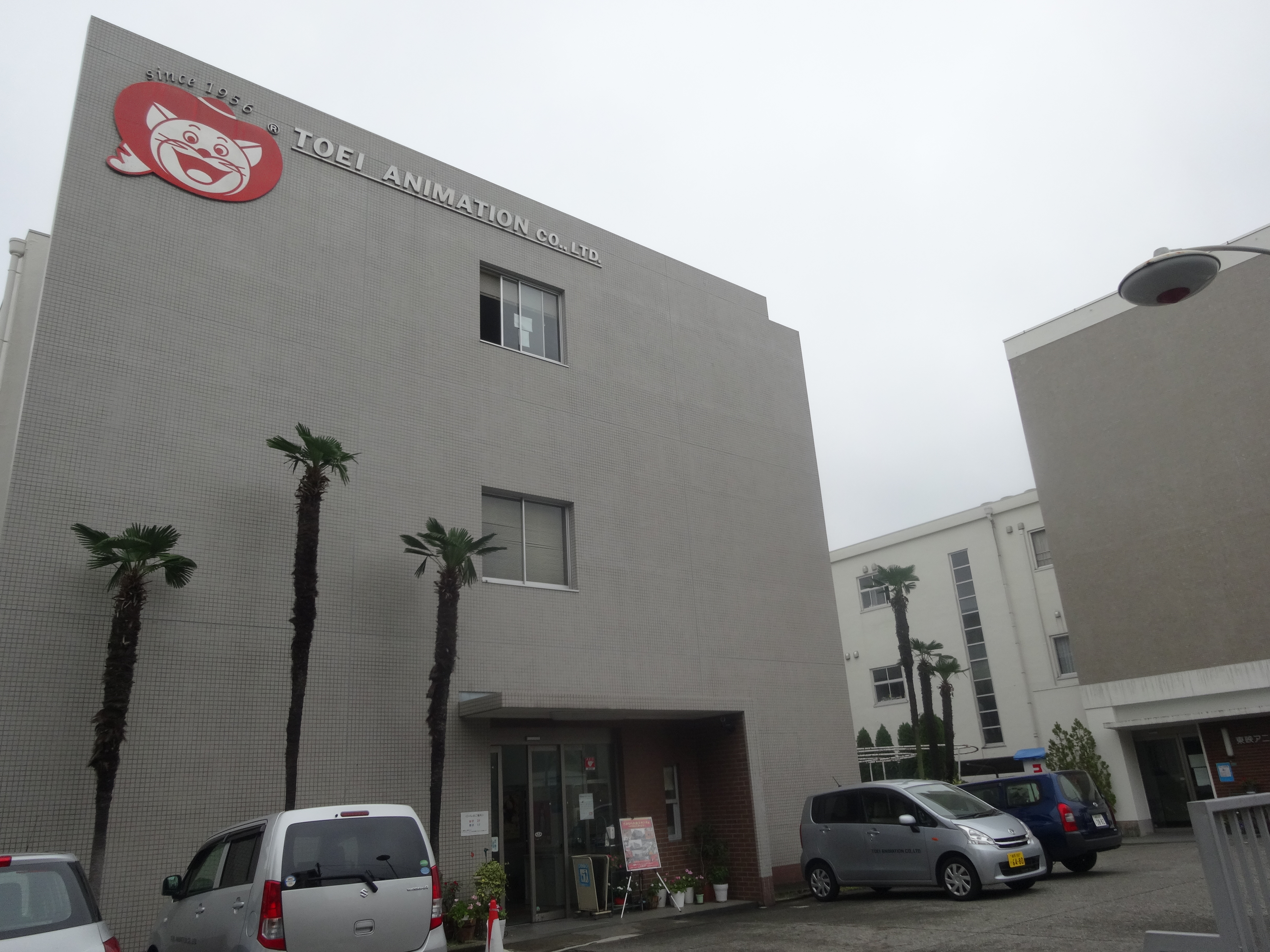
東映アニメーション旧大泉スタジオ。
同社屋内に旧東映アニメーションギャラリーがあった。

東映アニメーションミュージアム（とうえいアニメーションミュージアム）は、東京都練馬区東大泉の東映アニメーション大泉スタジオ1Fに設置されているアニメミュージアムである。2003年3月29日に東映アニメーションギャラリーとして開館し、社屋建て替えに伴う一時閉館を経て、2018年7月28日に現施設名に変更の上でリニューアルオープンした。

## 概要

### 東映アニメーションギャラリー
大泉スタジオ内の特撮ステージ（旧・CMスタジオ）を改装して2003年3月29日にオープン。東映アニメーションがこれまで制作したテレビアニメ・アニメ映画に関する資料などを展示しており、歴代作品がパネルで展示されているほか、時期により特定の作品にクローズアップした企画展が行われている。
入場料は無料。社屋内に立ち入ることになる関係上、入館の際は守衛に申し込んで手続きする必要がある。
開館8周年を迎えた2011年3月29日よりニンテンドーゾーンをサービス実施し、『DSでみる 東映アニメーションギャラリー』を展開していた。このコンテンツではこれまでの作品の概要を見ることができたり創立から50年までの歴史を見ることができた。

### 東映アニメーションミュージアム
大泉スタジオの建て替えに伴い2014年9月23日をもって長期休館することが同年7月17日に発表された。6月21日より最後の企画展を開催し閉館。2017年8月に新スタジオが竣工し2018年1月より稼働を開始、同年7月20日に「東映アニメーションミュージアム」と改称した上で、旧ギャラリーよりもスペースを広くして27日までマスコミや近隣住民向けにプレオープンし、同年7月28日にリニューアルグランドオープンした。
ミュージアムとショップの間に配置されている中庭には、シンボルキャラクターである『長靴猫シリーズ』のペロの像が置かれた噴水が設置されており、1時間おきに噴水演出が行われている。また、自由に絵が描ける黒板も設けられている。

## 主な展示内容
常設展示（撮影禁止エリア）
現在放送中のものを中心とした作品の設定資料、原画、セル画などの展示やアニメができる仕組みを楽しみながら学べる仕掛けも用意され、また東映動画時代を含めた東映アニメーションが制作したほぼすべての歴代作品を調べることができる大型タッチモニター「東映アニメーションワークス」も用意されており、作品によってはオープニング・エンディング映像が見ることもできる。
あそべるコーナー（撮影可能エリア）
看板作品の登場キャラクターのスタンディや等身大フィギュアなどが設置されたフォトスポットをはじめ関連グッズの試用、関連図書の試し読み、ぬいぐるみボールプールなどが設置され作品の世界観を楽しむことができる仕掛けが用意されている。なお、開館当初はイベントスペース（企画展スペース）として機能された。
ミュージアムショップ
イベントスペースで開催している企画展と連動したキャラクターグッズショップ。現時点では東映アニメーション作品ほぼ全般のグッズを取扱っている。なお、現スタジオ稼働開始後からミュージアム開館前までは注目の新作作品を展示するショールームとして使用されていた。

### 旧ギャラリー時代
企画展スペース（企画展コーナー）
特定の作品にクローズアップし、製作資料やグッズなどが展示されている。また、壁面上部には2011年までの東映動画時代を含めた東映アニメーションが制作したほぼすべてのテレビアニメのワンカットが展示されている『TVアニメシリーズ展』が設置。
歴史展示スペース（ヒストリーコーナー）
1980年代前半までのアニメ映画のポスター、アニメ年表、アニメができるまで、当ギャラリーの歴代の企画展のポスターなどが展示されている。
昭和のお茶の間
1960年代の居間を再現し、モノクロアニメに関する資料が展示されている。
プリキュアコーナー
歴代プリキュアの宣伝ポスターが展示されたり、『ドキドキ!プリキュア』の等身大フィギュアとの記念撮影スペースやパソコン塗り絵コーナーも設けている。
サロン
ギャラリーのとなりに設置し、社内OBによる展覧会を開催しており併設のショーケースではこれまでの東映アニメのフィギュアを中心としたグッズやポスターなどが展示されている。

## これまでの企画展
- プリキュアあそべるひろば（2018年7月20日 - 2019年1月29日）
- ドラゴンボール超 ブロリー 公開記念 特別展示（2018年11月30日 - 2019年2月28日）
- スター☆トゥインクルプリキュア グッズ・アニメ情報（2019年2月1日 - 6月30日）
- 映画 プリキュアミラクルユニバース 公開記念特設コーナー（2019年3月14日 - 4月23日）
- 映画『魔女見習いをさがして』発表記念 おジャ魔女どれみシリーズ パネル展示（2019年4月25日 - 5月7日）
- 復活!東映まんがまつり展（2019年4月25日 - 6月30日[7]）

### 旧ギャラリー時代の企画展
- ここから始まった! 日本のアニメの飛翔展 花開く華麗なる古典アニメの美の世界 その1（2003年3月29日 - 5月31日、11月11日 - 12月27日）
- ここから始まった! 日本のアニメの飛翔展 花開く華麗なる古典アニメの美の世界 その2（2003年6月9日 - 8月31日）
- 東映オリジナル長編アニメ 世界名作シリーズ『少年ジャックと魔法使い』から『イソップ物語』まで（2003年9月10日 - 10月31日）
- テレビアニメ40年展 その1『白黒からカラーへ テレビアニメはじめの10年』（2004年1月6日 - 3月31日）
- テレビアニメ40年展 その2『子供からヤングまで、テレビアニメの黄金時代1』（2004年4月6日 - 6月27日）
- テレビアニメ40年展 その3『テレビアニメの黄金時代 スーパーヒーローの登場』（2004年7月3日 - 9月26日）
- テレビアニメ40年展 その4『テレビアニメの黄金時代3』（2004年10月2日 - 12月26日）
- 映画『ONE PIECE THE MOVIE オマツリ男爵と秘密の島』公開記念 ワンピース・ザ・ムービー! 秘密の島への軌跡展（2005年1月8日 - 3月27日）
- 映画『ふたりはプリキュア Max Heart』公開記念 『ふたりはプリキュア&マックスハート』の世界展（2005年4月9日 - 6月26日）
- 2005夏 金色のガッシュベル!!展（2005年7月2日 - 8月28日）
- 名作アニメ原画展『龍の子太郎』の世界（2005年9月3日 - 11月27日）
- 新作『ガイキング』放映記念『東映アニメと巨大ロボット展』（2005年12月3日 - 2006年1月29日）
- 東映アニメーション50周年記念企画『東映アニメーションの半世紀展』その1 東映アニメのルーツを見る（2006年2月4日 - 4月23日）
- 東映アニメーション50周年記念企画『東映アニメーションの半世紀展』その2 東映動画の創立と長編アニメ（2006年4月29日 - 7月17日）
- 東映アニメーション50周年記念企画『東映アニメーションの半世紀展』その3 TVから飛び出したアニメのスターたち1（2006年7月22日 - 9月24日）
- 東映アニメーション50周年記念企画『東映アニメーションの半世紀展』その4 TVから飛び出したアニメのスターたち2（2006年9月30日 - 12月24日）
- 東映アニメーション半世紀の軌跡『古典アニメの美の世界』とクレイモデル展（2007年1月6日 - 3月25日）
- 森の小さなファンタジー 土田勇の『リトルツインズ物語』絵本原画展（2007年3月31日 - 6月24日）
- 『ゲゲゲの鬼太郎』第5作放映記念『なつかしの鬼太郎アニメ回廊展』（2007年6月30日 - 9月30日）
- 映画『Yes!プリキュア5 鏡の国のミラクル大冒険!』キャンペーン企画 プリキュアアニメの軌跡展（2007年10月6日 - 12月24日）
- 映画『ONE PIECE THE MOVIE エピソードオブチョッパー+冬に咲く、奇跡の桜』キャンペーン企画 チョッパーとワンピースムービー展（2008年1月5日 - 3月16日）
- TVアニメシリーズ『北斗の拳』DVDBOX発売記念『北斗の拳』アニメの世界展（2008年3月20日 - 6月22日）
- アニメ化30周年記念『銀河鉄道999』アニメの世界展（2008年6月28日 - 9月21日）
- 赤塚不二夫追悼『ひみつのアッコちゃん』と『もーれつア太郎』展（2008年9月30日 - 12月23日）
- 東映アニメーション半世紀の軌跡 アニメ古典8作アートの世界（2009年1月10日 - 3月1日、4月8日 - 6月21日）
- 映画『プリキュアオールスターズDX』公開記念『プリキュアオールスターズ展』（2009年3月4日 - 4月5日）
- 甦れ!! ドラゴンボール ドラゴンボール・Z・GT（2009年6月24日 - 10月4日）
- 東映アニメーション、初期の巨大ロボット・シリーズ 甦れ!! マジンガーZ・グレートマジンガー・UFOロボ グレンダイザー（2009年10月7日 - 2010年1月17日）
- 東映アニメーション プリキュア第3弾! 2010 春の『プリキュア』シリーズ（2010年1月20日 - 5月9日）
- 東映アニメーション ワンピース第3弾! 2010 夏の『ワンピース』シリーズ おぅ〜い!（2010年5月12日 - 10月17日）
- 良い子たちにプレゼント ハートキャッチプリキュア!（2010年10月21日 - 2011年1月23日）
- 東映アニメーション 新春第1弾!! デジモンクロスウォーズ いくぜぇ〜っ!（2011年1月27日 - 4月24日）
- 東映アニメーション ワンピース第4弾! ワンピース『マリンフォード編』まってろよ〜っ!（2011年4月28日 - 7月24日）
- 東映アニメーション プリキュアシリーズ第8弾! スイートプリキュア♪ なつ〜あき!（2011年7月28日 - 11月27日）
- 東映アニメーション・テレビシリーズ!! トリコ オレのBANだ!（2011年12月1日 - 2012年3月25日）
- 東映アニメーション・復活オリジナル作品 劇場アニメ『虹色ほたる』〜永遠の夏休み〜 それでも、こどもたちは今を生きる（2012年4月3日 - 7月29日）
- 東映アニメーション『ワンピース』第5弾! テレビシリーズ『ワンピース』すっげぇ〜っ!!（2012年7月31日 - 9月30日）
- スマイルプリキュア!『ウルトラハッピースマイル!!』展 映画『スマイルプリキュア! 絵本の中はみんなチグハグ!』公開記念（2012年10月2日 - 12月9日）
- ギャラリー開設10年記念『日本アニメの原点 東映動画の創世記!!』展（2013年1月8日 - 2月24日）
- ギャラリー開設10年記念 東映アニメのテレビアニメ50年 その1展（2013年3月2日 - 6月2日）
- ギャラリー開設10年記念 東映アニメのテレビアニメ50年 その2展（2013年6月8日 - 9月16日）
- ギャラリー開設10年記念 東映アニメのテレビアニメ50年 その3展（2013年9月21日 - 12月26日）
- ギャラリー開設10年記念 東映アニメのテレビアニメ50年 その4展（2014年1月11日 - 3月23日）
- プリキュアシリーズ10周年記念 プリキュア10thアニバーサリー展（2014年3月29日 - 5月6日）
- 『ロボットガールズZ』特別展（2014年5月10日 - 6月8日）
- さよなら大泉スタジオ 〜その誕生と成り立ち〜展（2014年6月21日 - 9月23日）

## アクセス
- 所在地：東京都練馬区東大泉2-10-5 東映アニメーション大泉スタジオ1F
- 開館時間：10時 - 17時（入館は16時30分まで）
- 休館日：毎週水曜日、他不定休
- 入館料：無料